# Hélcio Milito
Hélcio Paschoal Milito (São Paulo, 4 de fevereiro de 1931 — Rio de Janeiro, 7 de junho de 2014) foi um percussionista, baterista e produtor musical brasileiro. É irmão do também músico Osmar Milito.
Começou a carreira profissional em São Paulo, no ano de 1948, tocando percussão no Conjunto Robledo. Tempos depois, fez parte da Orquestra do Maestro Peruzzi, do Sexteto Mario Casali, da Grande Orquestra de Luís César e do trio de Izio Gross. Em 1957, se muda para o Rio de Janeiro e atua como percussionista do Conjunto de Djalma Ferreira. Um ano depois, acompanhou a orquestra de Ary Barroso em viagem pela Venezuela.
No final da década de 1950, se apresentou em shows no começo da Bossa Nova e formou o Conjunto Bossa Nova ao lado dos músicos Roberto Menescal, Luiz Carlos Vinhas, Bebeto Castilho, Luiz Paulo e Bill Horn, com os quais gravou o compacto Bossa é Bossa, lançado pela Odeon em 1959. No mesmo ano, ingressou como percussionista da Orquestra da Rádio Nacional.
Em 1960, executou pela primeira vez a Tamba, instrumento de percussão, durante um show do cantor Sammy Davis Jr., no Teatro Record (SP).
Dois anos mais tarde, se integra ao lendário grupo Tamba Trio, ao lado de Luiz Eça e Otávio Bailly, que seria substituído por Bebeto Castilho. No trio, atuou de 1962 a 1964 em shows e gravações. Em seguida, foi para os Estados Unidos tocar ao lado de João Gilberto, Astrud Gilberto, Stan Getz, Luiz Bonfá, Gil Evans, Don Costa, Tony Bennett, Wes Montgomery, entre outros.
De volta ao Brasil, além de músico, foi produtor musical nas gravadoras CBS, Tapecar e RCA.
Voltou a se reunir com Luiz Eça e Bebeto em 1971, retomando o Tamba Trio. Ficou até 1975 e retornou em 1982, lançando o disco Tamba Trio - 20 Anos de Sucesso pela RCA Victor. Continuou como membro do Tamba Trio, por sete anos.
Estudou música com Henry Miller, Moacir Santos e Ester Scliar. Além disso, participou das trilhas sonoras dos filmes nacionais Cinco Vezes Favela (segmento: A Pedreira de São Diogo, dirigido por Leon Hirszman), Os Cafajestes de Ruy Guerra, e Garrincha, Alegria do Povo de Joaquim Pedro de Andrade.
Ao longo da carreira, acompanhou artistas como Maysa, Carlos Lyra, Nara Leão, Clementina de Jesus, Quarteto em Cy, Nelson Angelo, Joyce, João Bosco, Simone, César Costa Filho, Eumir Deodato, Tom e Dito, Milton Nascimento, Nana Caymmi, entre outros.

## Com o Conjunto Bossa Nova
- Bossa é Bossa (1959 - Odeon Compacto)

## Com o Tamba Trio
- Tamba Trio (1962 - Philips LP)
- Avanço (1963 - Philips LP)
- Tempo (1964 - Philips LP)
- Tamba (1974 - RCA Victor LP/CD)
- Tamba Trio (1975 - RCA Victor LP/CD)
- Tamba Trio - 20 Anos de Sucesso (1982 - RCA Victor LP)

## Participações
- Djalma Ferreira - Depois do Drink - Com Djalma Ferreira e seus Milionários do Ritmo (1959 - Drink LP)
- Maysa - Barquinho (1961 - Columbia LP/CD)
- Eliana Pittman e Booker Pittman - News from Brazil (1963 - Polydor LP)
- Carlos Lyra - Depois do Carnaval (1963 - Philips LP)
- Luiz Bonfá - The Brazilian Scene (1965 - Philips/Verve LP/CD); Braziliana (1965 - Philips/Verve LP/CD)
- Maria Helena Toledo - Braziliana (1965 - Philips/Verve LP/CD)
- João Gilberto e Stan Getz - Getz/Gilberto #2 (1965 - Verve LP/CD)
- Wes Montgomery - Bumpin (1965 - Verve LP/CD)
- J. T. Meirelles - Tropical - Meireles e os Copa 7 (1969 - London/Odeon LP)
- Quarteto em Cy - Quarteto em Cy (1972 - Odeon LP/CD)
- Nelson Angelo e Joyce - Nelson Angelo & Joyce (1972 - Odeon LP/CD)
- Áurea Martins - O Amor em Paz (1972 - RCA Camden LP)
- Eumir Deodato - Catedráticos 73 ou Skyscrapers [1973 - Equipe (Brasil) / CTI (EUA) LP/CD]
- João Bosco - João Bosco (1973 - RCA Victor LP/CD)
- Tavynho Bonfá e Claudio Cartier - Burnier & Cartier (1974 - RCA Victor LP)
- Hermínio Bello de Carvalho - Sei, lá (1974 - Odeon LP)
- Simone - Gotas D'Água (1975 - Odeon LP/CD)
- César Costa Filho - De silêncio em silêncio (1975 - RCA Victor LP)
- Arnoldo Medeiros - Arnoldo Medeiros - O Homem, o poeta (1975 - RCA Camden LP)
- Edson Frederico - Edson Frederico e a Transa (1975 - RCA Camden LP)
- Maria Aparecida Martins - Aparecida (1975 - CID LP); Foram 17 Anos (1976 - CID LP)
- Sebastião Tapajós - Guitarra Fantástica [1976 - RCA (Alemanha) / RCA Victor (Brasil) LP]
- Bebeto Castilho - Bebeto (1976/2002 - Tapecar/Wathmusic LP/CD)
- Tom e Dito - Revertério (1976 - Continental LP)
- Xangai - Acontecivento (1976 - Epic/CBS LP)
- Orlandivo - Orlandivo (1977 - Copacabana/EMI LP/CD)
- Agepê - Agepê (1977 - Continental LP)
- Vital Farias - Sagas Brasileiras (1982 - Lança/Polygram LP)
- Olívia Hime - Segredo do Meu Coração (1982 - Opus/Columbia LP)
- Milton Nascimento - Maria Maria - Último Trem (2002 - Nascimento Music CD)